# Duvhökar
Duvhökar (Astur) är ett släkte inom familjen hökar (Accipitridae). Släktet omfattar nio arter med utbredning i Afrika söder om Sahara och från östra Europa till Fiji:

## Arter i släktet
- Trastduvhök (Astur cooperii)
- Kubaduvhök (Astur gundlachi)
- Chileduvhök (Astur chilensis)
- Tvåfärgad duvhök (Astur bicolor)
- Amerikansk duvhök (Astur atricapillus)
- Papuaduvhök (Astur meyerianus)
- Duvhök (Astur gentilis)
- Madagaskarduvhök (Astur henstii)
- Svart duvhök (Astur melanoleucus)

### Släktestillhörighet
Duvhökarna placeras traditionellt i släktet Accipiter. DNA-studier visar dock att de faktisk står närmare kärrhökarna i Circus än typarten för Accipiter, den europeiska sparvhöken (Accipiter ninus). För att kärrhökarna ska kunna behållas i ett eget släkte delas därför Accipiter delas upp i flera mindre släkten, däribland Astur.